# Anarta albirena
Anarta albirena är en fjärilsart som beskrevs av Jacob Hübner 1827. Anarta albirena ingår i släktet Anarta och familjen nattflyn. Inga underarter finns listade i Catalogue of Life.